# Анна фон Баден
Анна фон Баден (на немски: Anna von Baden; * 15 март 1399; † сл. 6 декември 1421) е маркграфиня от Маркграфство Баден и чрез женитба господарка на Лихтенберг-Лихтенау в Долен Елзас.

## Произход
Тя е най-голямата дъщеря на маркграф Бернхард I фон Баден († 1431) и третата му съпруга Анна фон Йотинген († 1436), дъщеря на граф Лудвиг XII фон Йотинген († 1440) и първата му съпруга му графиня Беатрикс фон Хелфенщайн († 1385/1388), дъщеря на граф Улрих VI фон Хелфенщайн († 1372) и Мария Котроманич от Босна († 1403). Сестра е на маркграф Якоб фон Баден (1407 – 1453).

## Фамилия
Анна фон Баден е сгодена на 11 май 1409 г. в Баден и се омъжва ок. 11 май 1412 г. за Лудвиг IV фон Лихтенберг (1396 – 1434), син на Хайнрих IV фон Лихтенберг († 1393) и Аделхайд фон Геролдсек († 1411). Той е вдовец на нейната леля фон Йотинген. Тя е втората му съпруга. Те имат двама сина:
- Якоб (1416 – 1480), господар на Лихтенберг, женен за Валбургис фон Мьорс
- Лудвиг V (1417 – 1471), господар на Лихтенберг, женен през 1441 г. за Елизабет фон Хоенлое-Вайкерсхайм († 1488)